# جون أندرسون (سياسي أسترالي)
جون أندرسون (بالإنجليزية: John Anderson)‏ هو سياسي أسترالي، ولد في 14 نوفمبر 1956 في سيدني في أستراليا. حزبياً، نشط في الحزب الوطني الأسترالي.

## مناصب
- انتخب مندوب المؤتمر الدستوري الأسترالي 1998 وقد انضم خلال فترته النيابية (2 فبراير 1998 – 13 فبراير 1998)  للكتلة البرلمانية حكومة أستراليا.
- انتخب وزير الزراعة والموارد المائية [الإنجليزية]‏ (11 مارس 1996 – 21 أكتوبر 1998).
- انتخب Minister for Infrastructure, Transport, Regional Development and Local Government [الإنجليزية]‏ (21 أكتوبر 1998 – 6 يوليو 2005).
- انتخب عضو مجلس النواب الأسترالي عن دائرة Division of Gwydir [الإنجليزية]‏ (15 أبريل 1989 – 17 أكتوبر 2007).
- انتخب نائب رئيس وزراء أستراليا [الإنجليزية]‏ (20 يوليو 1999 – 6 يوليو 2005).